# Herbertshire Castle
Herbertshire Castle ist eine abgegangene Burg in der feudalen Baronie Herbertshire, im Norden des Dorfes Denny in der schottischen Council Area Falkirk.
Sie wurde vermutlich um 1474 durch William Sinclair, 1. Earl of Caithness errichtet.
1768 wurde das Anwesen an die Treuhänder von William Forbes aus Callendar verkauft. 1914 wurde die Burg durch einen Brand beschädigt und 1950 wurde die Brandruine abgerissen.